# Xã Bourbon, Quận Douglas, Illinois
Xã Bourbon (tiếng Anh: Bourbon Township) là một xã thuộc quận Douglas, tiểu bang Illinois, Hoa Kỳ. Năm 2010, dân số của xã này là 4.124 người.